# Bán chéo
Bán chéo (tiếng Anh: Cross-selling) là hành động hoặc thói quen bán sản phẩm hoặc dịch vụ bổ sung cho khách hàng hiện tại. Trong thực tế, các doanh nghiệp xác định bán chéo theo nhiều cách khác nhau. Các yếu tố có thể ảnh hưởng đến định nghĩa có thể bao gồm quy mô của doanh nghiệp, ngành công nghiệp hoạt động bên trong và động lực tài chính của những yếu tố cần thiết để xác định thuật ngữ.
Mục tiêu bán chéo có thể là tăng thu nhập từ khách hàng hoặc để bảo vệ mối quan hệ với khách hàng hoặc khách hàng. Cách tiếp cận quá trình bán chéo có thể khác nhau.
Không giống như sở hữu việc kinh doanh mới, việc bán chéo liên quan đến yếu tố rủi ro mà các mối quan hệ hiện có với khách hàng có thể bị gián đoạn. Vì lý do đó, điều quan trọng là phải đảm bảo rằng sản phẩm hoặc dịch vụ bổ sung được bán cho khách hàng hoặc sẽ nâng cao giá trị mà khách hàng nhận được từ tổ chức.
Trong thực tế, các doanh nghiệp lớn thường kết hợp các kỹ thuật bán chéo và bán hàng gia tăng để tăng doanh thu.

## Những dịch vụ chuyên nghiệp
Đối với nhà cung cấp, lợi ích là đáng kể. Ví dụ rõ ràng nhất là tăng doanh thu. Ngoài ra còn có những lợi ích hiệu quả trong việc phục vụ một tài khoản thay vì một số tài khoản. Quan trọng nhất, các nhà cung cấp bán nhiều dịch vụ hơn cho khách hàng ít có khả năng bị thay thế bởi một đối thủ cạnh tranh. Càng nhiều khách hàng mua từ một nhà cung cấp, chi phí chuyển đổi càng cao.
Mặc dù có một số vấn đề đạo đức với hầu hết bán chéo, trong một số trường hợp, chúng có thể rất lớn. Các giao dịch của Arthur Andersen với Enron cung cấp một ví dụ rất rõ ràng. Nó thường được cảm thấy rằng khách quan của công ty, là một kiểm toán viên, đã bị tổn hại bằng cách bán các dịch vụ kiểm toán nội bộ và một lượng lớn công việc tư vấn cho tài khoản.
Mặc dù hầu hết các công ty muốn bán nhiều hơn, có thể có những rào cản đáng kể:
1. Chính sách khách hàng yêu cầu sử dụng nhiều nhà cung cấp.
2. Các điểm mua khác nhau trong tài khoản, làm giảm khả năng đối xử với khách hàng như một tài khoản đơn lẻ.
3. Sự sợ hãi của đơn vị kinh doanh đương nhiệm mà các đồng nghiệp của họ sẽ làm hỏng công việc của họ tại khách hàng, dẫn đến việc mất tài khoản cho tất cả các đơn vị của công ty.

Nói chung, bán chéo có ba hình thức. Trước tiên, trong khi phục vụ một tài khoản, nhà cung cấp sản phẩm hoặc dịch vụ khi nghe thấy một nhu cầu bổ sung, không liên quan đến việc đầu tiên, mà khách hàng đã và đề nghị đáp ứng nó. Do đó, ví dụ, khi tiến hành kiểm toán, một kế toán viên có khả năng tìm hiểu về một loạt các nhu cầu về dịch vụ thuế, cho các dịch vụ định giá và các dịch vụ khác. Theo mức độ quy định cho phép, các tài khoản có thể bán các dịch vụ đáp ứng các nhu cầu này. Loại hình bán chéo này đã giúp các công ty kế toán lớn mở rộng đáng kể hoạt động kinh doanh của họ. Vì khả năng lạm dụng cao, loại hình bán hàng của kiểm toán viên này đã được cắt giảm rất nhiều theo Đạo luật Sarbanes-Oxley.
Bán các dịch vụ bổ trợ là một hình thức bán chéo khác. Điều đó xảy ra khi một nhà cung cấp thuyết phục một khách hàng rằng nó có thể nâng cao giá trị của dịch vụ của mình bằng cách mua một sản phẩm khác từ một phần khác của công ty của nhà cung cấp. Khi mua một thiết bị, nhân viên bán hàng sẽ đề nghị bán bảo hiểm ngoài các điều khoản của bảo hành. Mặc dù thông thường, loại giao dịch bán chéo đó có thể khiến khách hàng cảm thấy khó sử dụng. Khách hàng có thể hỏi nhân viên bán hàng thiết bị tại sao anh ta cần bảo hiểm trên một tủ lạnh hoàn toàn mới, "Có thực sự có khả năng đột nhập chỉ trong chín tháng không?"
Loại bán chéo thứ ba gọi là bán giải pháp. Trong trường hợp này, khách hàng mua máy điều hòa không khí được bán trọn gói của cả máy điều hòa và dịch vụ lắp đặt. Các khách hàng có thể được coi là mua cứu trợ từ nhiệt, không giống như chỉ điều hòa không khí.

## Ví dụ
1. Một công ty bảo hiểm nhân thọ đề nghị khách hàng của mình đăng ký bảo hiểm xe hơi hoặc bảo hiểm y tế.
2. Một nhà bán lẻ di động bán buôn đề xuất một khách hàng chọn mạng hoặc nhà cung cấp dịch vụ sau khi mua một thiết bị di động.
3. Một thương hiệu truyền hình cho khách hàng của mình đi cho mộtrạp hát gia đình của thương hiệu của mình.
4. Một người bán máy tính xách tay cung cấp cho khách hàng một con chuột, ổ đĩa bút và/hoặc phụ kiện.